# HD 149026b

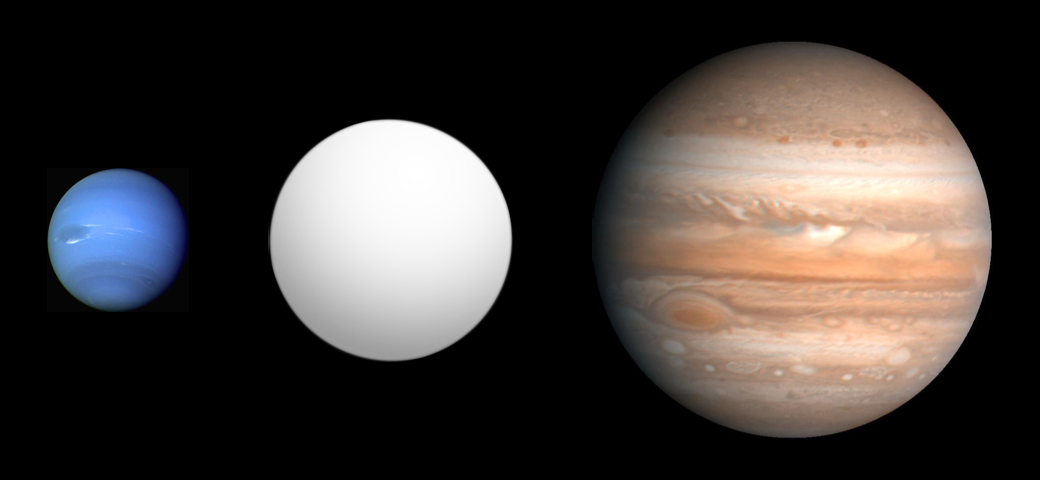
HD 149026 b和木星、海王星體積比較

HD 149026 b，七公增十七b  (Smertrios)
是一個環繞著武仙座恆星HD 149026，七公增十七
的太陽系外行星，屬於氣體行星，距離地球267光年，表面溫度高達2,300 K。值得注意的是它在凌星現象被觀測到後所測定的相對於質量和輸入熱量較小的半徑，這暗示它有異常大的行星核。

## 發現
HD 149026 b由 N2K Consortium 發現於2005年，該團隊以高度成熟的偵測法都卜勒光譜學搜尋類似飛馬座51b的極接近母恆星的行星。天文學家並使用凱克天文台和昴星团望远镜研究母恆星的光譜。當母恆星光譜中由行星造成的都卜勒效應被發現後，在費爾伯恩天文台的天文學家以凌星法觀測該恆星，最終發現當行星從母恆星前方通過時會使母恆星亮度小幅降低（約0.003等），確認了行星的存在。
雖然凌星造成的恆星光度下降程度不高，但足以讓業餘天文學家偵測到其變化，並且讓業餘天文學家有機會對天文發現做出重大貢獻。事實上，一位業餘天文學家朗·比辛格（Ron Bissinger）在正式宣布發現的前一天觀測到了該行星的部分凌星現象。

## 軌道
HD 149026 b的軌道可能是圓形的（誤差範圍在一個標準差內）。

## 行星狀態

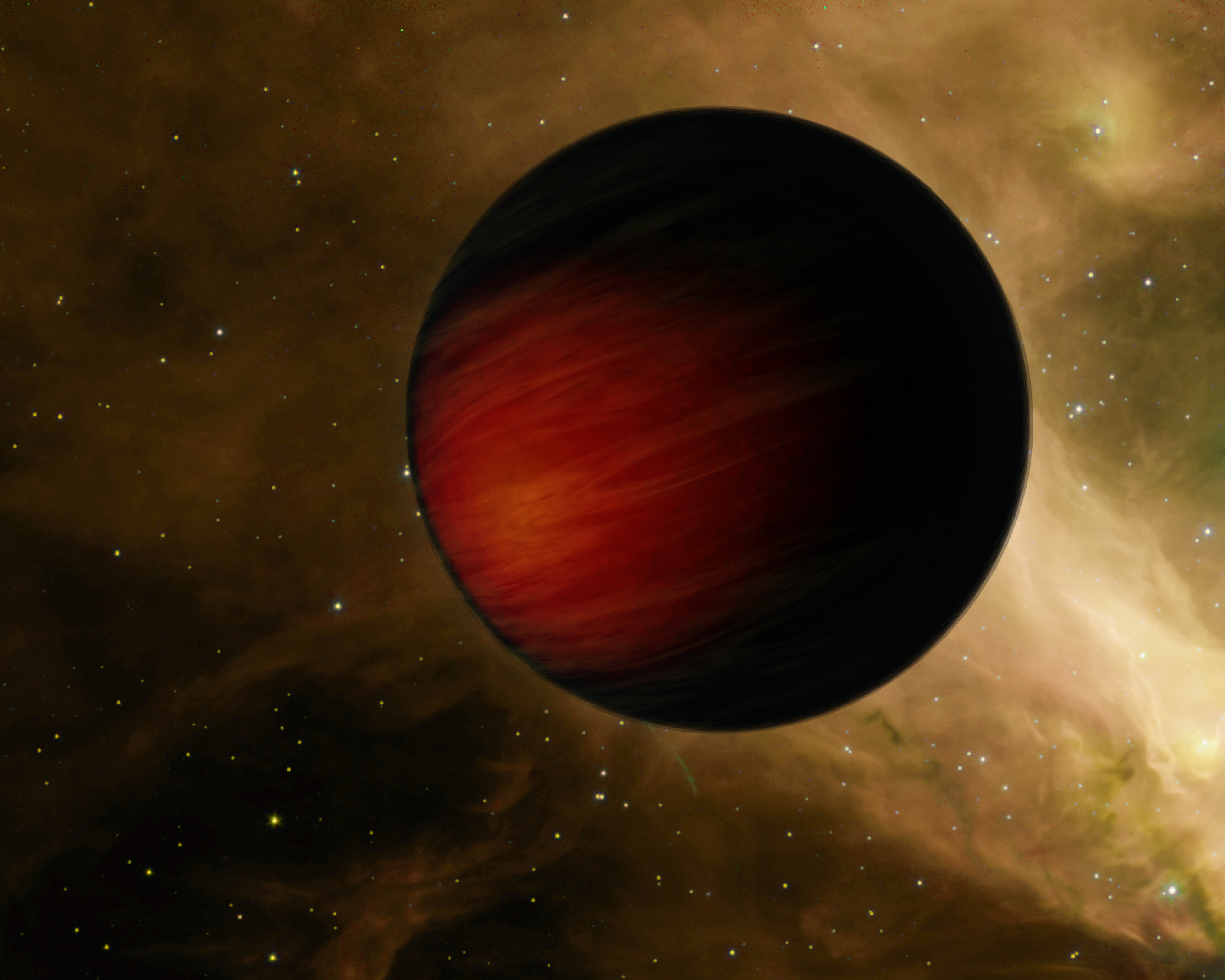
畫家筆下的HD 149026 b是幾乎沒有反射光的暗行星，並且在面對母恆星一面有輻射釋放。

HD 149026 b環繞母恆星的軌道是所謂的「烈焰軌道」（Torch orbit），它的軌道週期低於3個地球日。該行星的質量為木星的0.36倍或地球的114倍，仍高於土星。它的表面溫度原始假設球面反照率0.3的估計值為1540 K，高於HD 209458 b預測的1400 K，因此被歸類為「冥府行星」。天文學家接著比較行星凌星前和凌星中在波長8 μm 的行星和恆星合併輻射強度變化直接量測出它的晝半球亮溫為2,300 ± 200 K，這大約是矽的沸點，並高於鐵的熔點。
天文學家至今尚未直接量測HD 149026 b的反照率，而最初步估計值來自薩達斯基太陽系外行星分類法中第四和第五型推測反照率的平均。該行星表面的極高溫度迫使天文學家放棄了原始的推算；並且現在推測它必定幾乎吸收了所有來自恆星的輻射，也就是說它的有效反照率和HD 209458 b一樣幾乎為0。而大多數的輻射能吸收發生在大氣層頂。在大氣層頂和核心外圍的高溫高壓氣體之間有天文學家曾預測有較低溫的平流層存在，但至今尚未被觀測到。並且大氣層組成成分中一氧化碳和二氧化碳可能相當大量。
HD 149026 b外圍不透明的暗色高溫雲經常被認為是釩和鈦的氧化物，不過托林等其他化合物仍無法排除其可能性。
HD 149026 b和母恆星的半徑比是0.05158 +/- 0.00077，目前對HD 149026 b半徑估計精確度限制是「恆星半徑的不確定性」和恆星半徑的量測被恆星表面上狀態影響。
即使考慮到半徑不確定性，HD 149026 b的半徑只有木星的四分之三或土星的83%。HD 149026 b的體積偏低代表它是體積類似土星的行星中第一顆根據其質量和溫度可知其密度異常大的行星。因此HD 149026 b可能有一個由比氫和氦重的元素組成的異常大的行星核：最初理論模型指出核心質量約地球70倍，更精確模型則是80到110倍地球質量。結果是HD 149026 b最後被判定是「超級海王星」，類似外太陽系中核心質量為主，外層主要是冰的巨行星，雖然目前仍無法得知HD 149026 b的核心主要是冰或岩石。 Robert Naeye 在《天空與望遠鏡雜誌》中發表文章宣稱「HD 149026 b的重元素（比氫和氦重的元素）含量與太陽系中所有行星和小行星重元素總和相當，甚至更高」。除了半徑不確定性以外，HD 149026 b的潮汐加熱過程也必須被考量。如果它目前的軌道是圓形的，並且是從更加橢圓形的軌道演變而來，那多餘的熱量將會使行星的半徑大於模型的預期半徑，從而加大其核心半徑。
Naeye 更進一步推測，HD 149026 b核心上的重力高達10 g（地球表面重力10倍）。

## 理論意義
HD 149026 b的發現讓天文學家指出這證明了當前流行的太陽星雲吸積模型的其中一部分證據，也就是行星形成自較小天體的吸積。在這個模型中，巨行星胚胎增長到一定質量後就可以吸積獲得厚層的氫和氦外層。不過該模型的反對者強調只有一個如此較高密度的氣體巨行星並無法證明該模型。事實上，這樣巨大的核心甚至難以核心使用吸積模型解釋。
一個可能性是因為HD 149026 b距離母恆星很近，因此不像木星能有效清除行星系統中的其他岩石質天體。相反地，大量重元素向行星墜落使行星形成極大的核心。
對母恆星徑向速度的精密量測讓天文學家有機會偵測到行星經過自轉中的恆星表面前方時造成恆星光球譜線位移的罗斯特-麦克劳克林效应。這個效應讓天文學家得以量測行星軌道面和恆星赤道面交角。HD 149026 b以該效應量測的交角值+11° ± 14°。這反過來表明行星的形成可以是平和的，並且可能會和原行星盤相互反應。而更大的交角可能代表行星形成其間曾經和其他原行星之間激烈反應。直到2008年8月該角度值仍是典型的交角量測結果。

## 外部連結
- . San Francisco State University. N2K Consortium.   [2008-06-22]. （原始内容存档于2008-04-20）.
- Naeye, Robert. . Sky & Telescope. 2005-07-07  [2008-06-22]. （原始内容存档于2008-04-07）.
- Naeye, Robert. . Sky & Telescope. 2005-07-08  [2008-06-22]. （原始内容存档于2008-04-07）.